# Liste der Naturschutzgebiete in Cuxhaven
In Cuxhaven gibt es vier Naturschutzgebiete (Stand Februar 2017).
| Name des Gebietes              | Bild           | Kennung          | WDPA   | Landkreis / Stadt                  | Beschreibung / Bemerkungen | Standort | Fläche in Hektar | Jahr der Verordnung |
| ------------------------------ | -------------- | ---------------- | ------ | ---------------------------------- | -------------------------- | -------- | ---------------- | ------------------- |
| Aßbütteler Moor                | weitere Bilder | LÜ 083 / CUX 006 | 162252 | Landkreis Cuxhaven, Stadt Cuxhaven |                            | Position | 251,51           | 2010                |
| Cuxhavener Küstenheiden        | weitere Bilder | LÜ 267           | 329318 | Stadt Cuxhaven                     |                            | Position | 895,42           | 2004                |
| Eichenkrattwälder bei Berensch | weitere Bilder | LÜ 086           | 81588  | Stadt Cuxhaven                     |                            | Position | 22,88            | 1982                |
| Herrschaftliches Moor          | weitere Bilder | LÜ 087           | 81873  | Stadt Cuxhaven                     |                            | Position | 42,92            | 1983                |